# Börcs
Börcs község Győr-Moson-Sopron vármegyében, a Győri járásban.

## Fekvése

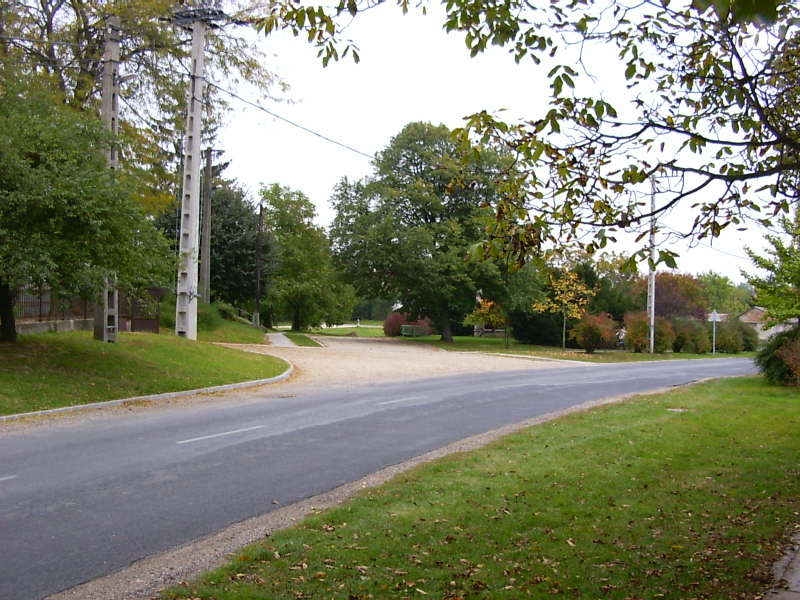
Park a falucentrumban

Az ország északnyugati részén helyezkedik el, Győrtől 13 kilométerre nyugatra, az M1-es autópálya és a Rábca folyó által közrefogott területen. A Rábca északi partján az áradásos területből egy nagyobb domb emelkedik ki, ezen települt meg a község. A közvetlenül határos települések: észak felől Öttevény, kelet felől Abda, dél felől Ikrény, délnyugat felől Rábapatona, északnyugat felől pedig Mosonszentmiklós.
Belterületét a főbb közlekedési útvonalak elkerülik, külterületeit azonban átszeli a Budapest–Bécs közti forgalom legfőbb útvonala, az M1-es autópálya, északi határában elhalad az előbbit kísérő 1-es főút, valamint a déli határszélétől nem messze húzódik a Győr–Sopron közti 85-ös főút és az annak tehermentesítésére létesült M85-ös autóút is.
A faluból az 1-es főútra Abdánál lehet rátérni a 85 101-es úton, vagy Öttevénynél egy önkormányzati úton. A 85-ös főút térségétől sokáig elválasztotta a Rábca folyó, ám 2000 óta az akkor megépült hídon keresztül elérhető a község e főút ikrényi elágazásától is.

## Története
Az oklevelek szerint a 12. század végén lakott terület volt. A helynév valószínűleg a ma már nem használatos Bér személynévből ered, de lehet a Bertalan személynév változata is, azaz Ber. A név végén olvasható „cs” (azaz Bercs) a kicsinyítő képzős változata. 1908-ban a községi törzskönyvbizottság véglegesen a Börcs változatot fogadta el. A község 1468 előtt a zirci apátság és a Szentgyörgyi grófok birtoka. Utóbbiaknak kastélyuk volt a faluban. 1489-ben a falu csere útján a győri püspök birtokába került, s a tulajdonában maradt az 1945-ös földosztásig. A templom mellé épített őrtorony és a falu sánccal való körbekerítése stabilizálta a község népességét. Fontos feladat volt a dombon álló, román kori kőtemplomot, s ezzel a győri vár körül húzódó védő- és megfigyelő pontokat teljessé tenni. Erre 1588-ban került sor, a vármegye a kőtemplom mellé egy kerek őrtornyot építtetett, s a templomot föld-sánccal vette körül. E kerek őrtorony adta német nevét a falunak. A német katonák 1590-ben bosszúból, mivel a helyiek nem fizették a zsoldot, felgyújtották a falut. Az igazi pusztulás a falura Győr 1594-es elfoglalásakor várt. Az újratelepülésre a vár 1598-as visszafoglalása után került sor. A 18. század a Rákóczi-szabadságharc leverése után nyugalomban telt el, egészen 1809-ig, I. Napóleon császár magyarországi hadjáratáig. Ez az időszak volt Magyarország történetében a békés gazdasági fejlődés korszaka. A jobbágyság eltörlése, a polgári tulajdon kialakulását jelentette. E folyamatot az 1853-ban kiadott úrbéri pátens szabályozta.
A sorscsapások nem kímélték a települést, 1866-ban kolerajárvány, 1876-ban árvíz pusztította a falut. Ebben az évben befejezték a Rábca szabályozását. 1886-ban ismét árvíz pusztított, majd a falu nagy része leégett. Az első világháborúban szinte minden családból részt vettek. 24-en lelték halálukat. A két világháború között a börcsiek többsége mezőgazdasági tevékenységet folytatott. 1938-ban 832 lakosból 713 volt az őstermelő, 64 iparos, és három kereskedő. A második világháborúban 28-an vesztették életüket, többségük a Donnál. A Második Ukrán Front csapatai 1945. március 31-én elfoglalták Öttevényt, Abdát és Börcsöt. A németek már elhagyták a falut. Harcok nem voltak a községben. 1945-ben összesen 845 katasztrális hold földet osztottak s ki, többségét a győri káptalan itteni birtokából. 168 holdat a Földműves szövetkezet megalapítására vettek igénybe. 1955 júliusában alakult meg az Aranykalász Termelőszövetkezet. A termelőszövetkezet 1956–os megszűnése, majd 1957. márciusi újjáalakulása után a végleges nagyságát 1959-re érte el.
A községnek az 1960-as évek jelentős változásokat hoztak. A régi épületeket elbontották, s helyükre kockaházakat emeltek. 1955-ben villamosították a községet, s megépült a posta. A község körzetesítés 1968-ban érte utol a települést. Abdához csatolták, s annak társközségévé lett. Az általános iskolát 1973-ban vonták össze, s ezután már csak az alsó tagozat maradt a településen.
A faluban katolikusok (kb. 75%-ban), s evangélikusok (kb. 20%-ban) élnek. 1912. október 1-jén indult meg az oktatás az evangélikus iskolában. Az ev. egyház által működtetett árvaházat 1938-ban avatták fel. Az evangélikus templom építését 1951-ben kezdték meg, s 1960-ban szentelték fel. Az urasági ispánlakot 1903-ban vásárolták meg iskolának, s 1905 novemberében avatták fel. Az iskolát 1991-ben felújították. A község legrégebbi egyesülete a Tűzoltó Egylet, amely 1889-ben alakult meg. 1930-ban létrejött a Polgári Lövészegylet. Az 1950-es években az egyesületeket megszüntették.

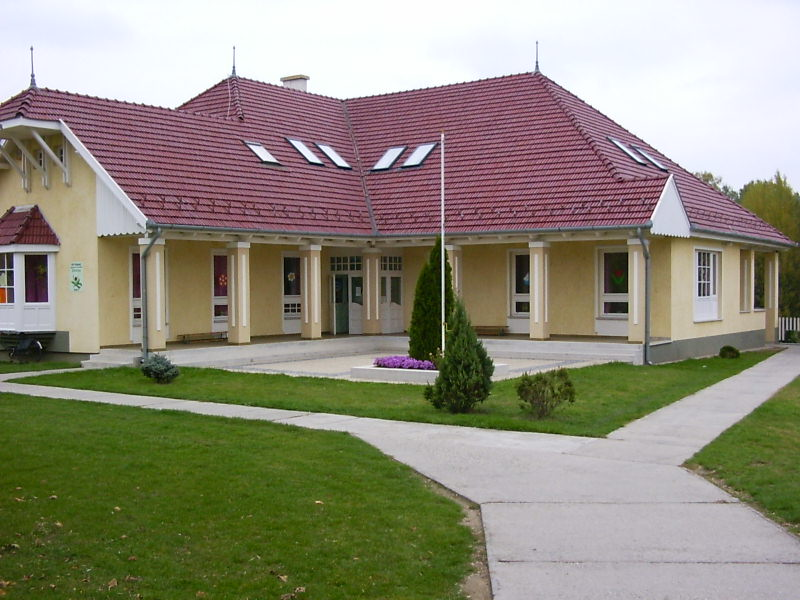
Pitypang óvoda

A falu arculata a rendszerváltást követően gyorsan változott meg. 1990-ben önálló önkormányzat alakult. A közigazgatási ügyeket továbbra is Abdával közösen végzik. A körjegyzőség hivatalának kialakítására, modernizálására 1995-ben került sor. A képviselő-testület üléseinek lebonyolítására, az esküvők ünnepélyes levezetésére, valamint a civil szerveződések működésének elősegítésére egy korszerű termet is kialakítottak. 1991-ben elkészült az orvosi rendelő és a ravatalozó. A sportcentrum az 1994-es évben került átadásra. 2001-ben új utcanyitásra került sor, amely hamarosan megtelt az újonnan felépült lakóházakkal. Ezért 2003-2004-ben újabb két utca kialakítására volt napirenden. A vezetékes infrastruktúrák közül a vizet 1985-ben, a gázt 1998–1999-ben és csatornát 1995-ben adták át. A 2004-es év legjelentősebb beruházása volt az utak rendbetétele 9000 m2 nagyságrendben. A településen önálló postahivatal és a helyi kábel TV hálózata működik. A csodálatos környezetnek köszönhetően (holtágak nyílt vízfelülete, erdők, ligetek, nádasok) a vidék alkalmas gyalogos, kerékpáros túrák lebonyolítására. A teleházat 1998-ban hozták létre a fiatalok kezdeményezésére, s amely a központja a Faluvédő és Művelődő Egyesületnek is.

## Közélete

### Polgármesterei
- 1990–1994: Rácz Róbert (független)[3]
- 1994–1998: Rácz Róbert (független)[4]
- 1998–2002: Rácz Róbert (független)[5]
- 2002–2006: Rácz Róbert (független)[6]
- 2006–2010: Rácz Róbert (független)[7]
- 2010–2014: Rácz Róbert (független)[8]
- 2014–2019: Rácz Róbert (független)[9]
- 2019–2024: Rácz Róbert (független)[10]
- 2024– : Rácz Róbert (független)[1]

## Népesség
A település népességének változása:
| Lakosok száma | 1271 | 1288 | 1283 | 1331 | 1383 | 1374 | 1425 |
|               | 2013 | 2014 | 2015 | 2021 | 2022 | 2023 | 2024 |

A 2011-es népszámlálás során a lakosok 90,8%-a magyarnak, 1% németnek mondta magát (9,2% nem nyilatkozott; a kettős identitások miatt a végösszeg nagyobb lehet 100%-nál). A vallási megoszlás a következő volt: római katolikus 57,5%, református 2,5%, evangélikus 6,3%, görögkatolikus 0,8%, felekezeten kívüli 12,5% (19,8% nem nyilatkozott).
2022-ben a lakosság 92,3%-a vallotta magát magyarnak, 1,6% németnek, 0,5% cigánynak, 0,1-0,1% görögnek, ukránnak, horvátnak és szlováknak, 2,2% egyéb, nem hazai nemzetiségűnek (7,6% nem nyilatkozott; a kettős identitások miatt a végösszeg nagyobb lehet 100%-nál). Vallásuk szerint 41,5% volt római katolikus, 4,2% evangélikus, 3,5% református, 0,4% görög katolikus, 0,7% egyéb keresztény, 1% egyéb katolikus, 10,3% felekezeten kívüli (38,3% nem válaszolt).

## Nevezetességei
- Római katolikus templom
- Evangélikus templom

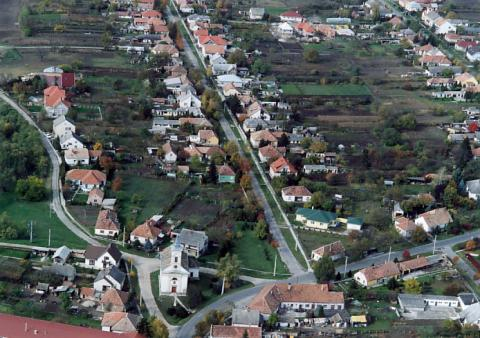
Börcs légi felvételen

- Varga Béla emléktáblája, amelyet 2003. február 23-án lepleztek le. A tábla a magyarországi lengyelek fontos emléke, illetve emlékhelye.[13]

### Nevezetes börcsiek
Börcs szülöttei
- Varga Béla (1903–1995) katolikus pap, politikus, második világháborús lengyel menekültek támogatója.
- Csángó András (1927–1967) Ybl-díjas építészmérnök.